# 조요마루
조요마루(朝陽丸)는 막부 말기 시대에 에도 막부가 소유하고 있던 군함 중 하나이다. 목조 외륜의 증기선으로 3개 돛이 있는 소형 코르벳함이다.
배수량 300톤, 길이 49m, 폭 7.27m으로 대포는 12문이 장착되어 있었다. 에도 막부가 간린마루와 함께 처음으로 네덜란드에 발주한 군함이다. 네덜란드에서 이름 붙여진 옛 이름은 에드(Ed)호였다.
메이지 유신 이후 신정부의 손에 넘어가 메이지 정부 해군에 소속이 되었지만, 하코다테 해전에 참여하여 침몰했다.

## 역사

### 나가사키 해군전습소
1853년 가에이 6년의 페리 내항 이듬해 가나가와 조약 체결과 미국의 포함 외교에 당황한 막부 수뇌부는 즉시 증기 군함을 가질 필요를 통감했다. 그래서 오랜 친분을 다져온 네덜란드에 군함 구입과 그 군함의 승무원을 양성할 나가사키 해군전습소 설립이 결정된 것이다. 주문된 코르벳 2척은 1척당 100,000달러였다. 킨데르데이크(Kinderdijk) 조선소에서 함께 건조되었고, 먼저 완성된 간린마루가 일본에 인도되었다. 그리고 1년 이내, 1858년 안세이 5년 5월, 에드 호(이후 조요마루)가 나가사키에 도착했다. 간린마루를 인도하고 일본에 그대로 남아 제2차 전습 교사를 맡고 있던 캇텐디케는 다음과 같이 적고 있다.
| “ | 10월 9일 우리는 오랫동안 기다렸던 암륜 스쿠너 선박 조요마루, 또 1개월 후에는 나가사키(이후의 데류마루)의 나가사키 입항을 보았다. 이 아름다운 훌륭한 두 배가 먼저 온 간린마루와 함께 일본 정부를 위해 네덜란드에서 건조한 것이다. 오른쪽 가운데 에드 호에는 장군가를 위해, 또한 나가사키 호 쪽에는 히젠 제후들을 위해 만들어졌다. | ” |
|   | — 미즈타 노부토시 역 「나가사키 해군전습소의 나날」에서 |   |

또한 캇텐디케에 따르면 이 두 척을 끌고 온 선장은 모두 젊은 아내를 동행해 왔고, 돌아갈 배편을 기다리는 동안 나가사키에 살았기 때문에 낯선 그 의상이 크게 유명해졌다.
1개월여 후 캇텐디케가 에드 호를 타고 지쿠젠국 후쿠오카를 방문한다. 잠시 동안 에드 호, 즉 조요마루는 나가사키에 머물렀지만 이듬해 초, 전습생이던 가쓰 가이슈 등을 싣고 에도로 향했다.

### 초기 막부 해군의 주력함
당시 쓰키지 군함조련소에서 막부가 소유하고 있던 증기 군함은 반류마루와 간린마루, 이 조요마루였다.
1861년 분큐 원년 영국 나가사키 영사 모리슨이 양이파 로시에 부상을 당한 제1차 도젠지 사건이 일어났을 때 얏타 보리코를 함장으로 나가사키에 연락 항해를 했다. 그 다음 해부터는 역시 얏타 보리코를 함장으로 오가사와라 제도 개척을 위한 왕래와 표류해 도착한 외국 선박의 구조, 교토와 오사카에 막부 인사 환승, 장군 호위 등으로 활약한다. 1863년에는 조슈번의 외국 선박 포격에 대해 사절단을 현지에 수송했지만, 조슈번의 공격을 받아 일시 점거당하는 사태를 겪게 되었다. (조요마루 사건)
군사적 출동으로는 1864년 겐지 원년, 덴구당의 난의 나카미나토 출진을 들 수 있지만, 이후 군함으로서 두드러진 활동은 없다. 일단 여러 문서에서는 대포 12문을 갖춘 코르벳 함이라고 기록되어 있지만, 포함으로서의 더 좋은 크기로 또는 12문 대포도 어느 정도의 위력을 갖추었는 지는 알려져 있지 않다. 막부가 새롭게 소유한 후지야마마루와 가이덴마루, 그리고 가이요마루에게 활약할 곳을 내어주었다.

### 하코다테만 해전

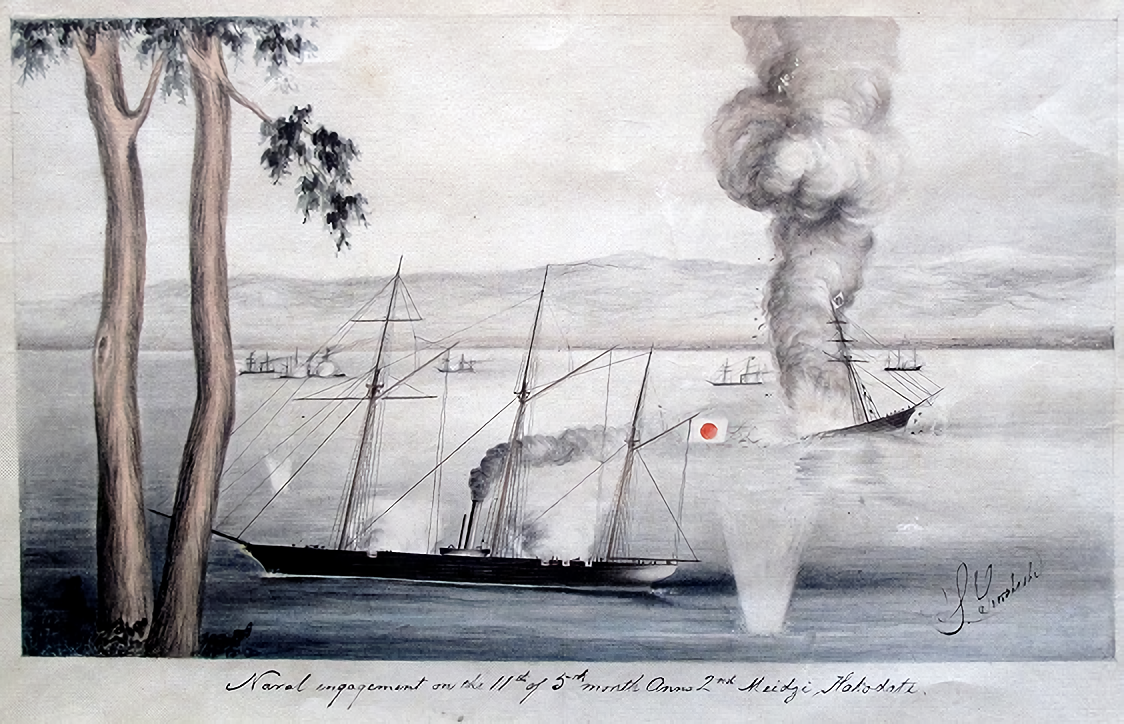
반류에 의한 조요마루 침몰

1868년 게이오 4년에 보신 전쟁이 발발하고 에도 막부가 와해되면서, 조요마루는 메이지 정부의 손에 넘어 갔다. 히젠국 출신으로 한때 나가사키에서 네덜란드 해군으로부터 훈련을 받는 나카무타 구라노스케가 함장이 되어, 구 막부군을 추격해 에조치를 향해 북상했다. 아이러니하게도, 1869년의 하코다테 전쟁에서 조요마루 활약한다. 마쓰마에 공격에서는 육상을 공격하여 170발의 포탄을 날려 마쓰마에성 망루에 명중시켰다.
또한 하코다테 해전에서는 4월 26일 가이텐마루의 40근포 포탄을 명중시키는 등 연일 활약을 보였다. 그러나 5월 11일의 하코다테 총공격에서 일단 요함이었던 구 막부 군함 반류마루의 마지막 분투를 한 포격이 조요마루의 화약고에 명중하여 폭발을 일으켜 굉침했다. 나카무타 구라노스케도 중상을 입고 사망했고, 부함장 나츠 아키마타노스케를 시작으로 승무원 80명이 전사했다. 바다에 뛰어들어 구조된 선원 중 추가로 6명이 사망했다.
이 전투를 기사의 역(己巳役)이라고 칭하고, 하코다테 전쟁이 끝난 후 조요마루 승무원 전사자를 애도하는 기사역 해군 전사자 기념비가 하코다테에 건립되었다.